# Stizocera consobrina
Stizocera consobrina là một loài bọ cánh cứng trong họ Cerambycidae.